# SR 3 Saarlandwelle
SR 3 Saarlandwelle est une station de radio allemande appartenant à la Saarländischer Rundfunk, l’organisme public de radiodiffusion de la Sarre.

## Identité visuelle

### Logos

Logo de SR3 Saarlandwelle de 2001 à [Quand ?]
Logo actuel de SR3

## Programmation
Les programmes se concentrent sur la région, notamment avec Region am Mittag (région à midi) et Region am Nachmittag (région l’après-midi), ainsi que sur le sport (Sport und Musik). Des informations sont également diffusées en français. La programmation musicale donne la priorité aux chansons allemandes et françaises, mais diffuse aussi de l'opéra et des comédies musicales, sans oublier des oldies (chansons anglophones un peu anciennes). La nuit la station diffuse le programme de nuit de l’ARD, c’est-à-dire l’ARD-Nachtexpress de 0 h 05 à 4 heures du matin, puis l'ARD-Radiowecker de 4 à 6 heures. Le tout est entrecoupé chaque heure par un bulletin d’information.

### Émissions
- Schön ist die Welt (Le monde est beau) : émission dominicale (20 h 04 à 22 h) diffusant de l’opéra[1].
- Schlager, Lieder und Chansons : émission dominicale (18 h 04 à 20 h) diffusant entre autres des chansons françaises[2].
- Nachtschicht (Équipe de nuit) : émission quotidienne diffusant de la musique internationale(du lundi au jeudi, de 23 h 04 à 00 h 00 et du vendredi au dimanche de 22 h 04 à 00 h 00)[3].
- Guten Morgen (Bonjour) : programme matinal quotidien de 5 h 05 à 9 heures fait d’informations et de musique[4].

## Diffusion
La station est disponible en modulation de fréquence, par le câble (97,2 MHz), par DAB, par satellite (Astra 1H), Astra Digital Radio et  Digital Video Broadcasting, et par internet. Il est possible d’utiliser la baladodiffusion.

### Modulation de fréquence (FM) et Digital (DAB)[8]
- Zweibrücken/Bliestal : 89.1 FM (5 kW)
- Saarbrücken/Göttelborner Höhe : 95.5 FM (100 kW)
- Mettlach : 96.0 FM (10 W)
- Moseltal : 96.1 FM (5 kW)
- Merzig : 98.0 FM (100 W)
- DAB : 9A - DR Saarland - Saarbrücken/Riegelsberg (10 kW)